# 24 Heures de Daytona 1984
Navigation
Édition précédente Édition suivante
Les 24 Heures de Daytona 1984 (officiellement appelé le 1984 Sunbank Daytona 24 Hours ), disputées sur les 4 février 1985 et 5 février 1985 sur le Daytona International Speedway sont la vingt-deuxième édition de cette épreuve, la dix-huitième sur un format de vingt-quatre heures, et la première manche du Championnat IMSA GT 1984.

## Engagés
La liste officielle des engagés était composée de 100 voitures. 87 ont participé aux essais dont 28 en GTP, 33 en GTO et 25 en GTU.

## Course
Voici le classement provisoire au terme de la course,,.
- Les vainqueurs de chaque catégorie sont signalés par un fond jauni.
- Pour la colonne Pneus, il faut passer le curseur au-dessus du modèle pour connaître le manufacturier de pneumatiques.

| Pos.   | Classe | N°  | Écurie                         | Pilotes                                                   | Châssis                                                 | Pneus | Tours | Temps                 |
| Pos.   | Classe | N°  | Écurie                         | Pilotes                                                   | Moteur                                                  | Pneus | Tours | Temps                 |
| ------ | ------ | --- | ------------------------------ | --------------------------------------------------------- | ------------------------------------------------------- | ----- | ----- | --------------------- |
| 1      | GTP    | 00  | Kreepy Krauly Racing           | Sarel van der Merwe Graham Duxbury (en) Tony Martin (en)  | March 83G                                               | G     | 640   | 24 h 01 min 07 s 530  |
| 1      | GTP    | 00  | Kreepy Krauly Racing           | Sarel van der Merwe Graham Duxbury (en) Tony Martin (en)  | Porsche F6 3200 cc Turbo                                | G     | 640   | 24 h 01 min 07 s 530  |
| 2      | GTP    | 6   | Henn's Swap Shop Racing        | A. J. Foyt Bob Wollek Derek Bell                          | Porsche 935                                             | G     | 631   | + 9 tours             |
| 2      | GTP    | 6   | Henn's Swap Shop Racing        | A. J. Foyt Bob Wollek Derek Bell                          | Porsche F6 3200 cc Turbo                                | G     | 631   | + 9 tours             |
| 3      | GTP    | 44  | Group 44                       | Doc Bundy (en) David Hobbs Bob Tullius                    | Jaguar XJR-5                                            | G     | 612   | + 28 tours            |
| 3      | GTP    | 44  | Group 44                       | Doc Bundy (en) David Hobbs Bob Tullius                    | Jaguar V12/60° 2v SOHC 5343 cc N/A                      | G     | 612   | + 28 tours            |
| 4      | GTP    | 86  | Bayside Disposal Racing        | Al Holbert Claude Ballot-Léna Hurley Haywood Bruce Leven  | Porsche 935                                             | G     | 604   | + 36 tours            |
| 4      | GTP    | 86  | Bayside Disposal Racing        | Al Holbert Claude Ballot-Léna Hurley Haywood Bruce Leven  | Porsche F6 3200 cc Turbo                                | G     | 604   | + 36 tours            |
| 5      | GTP    | 9   | La Jolla Trading Group         | Wayne Baker Jim Mullen Tom Blackaller (en)                | Porsche 935                                             | F     | 602   | + 38 tours            |
| 5      | GTP    | 9   | La Jolla Trading Group         | Wayne Baker Jim Mullen Tom Blackaller (en)                | Porsche F6 3200 cc Turbo                                | F     | 602   | + 38 tours            |
| 6      | GTO    | 4   | Statagraph/Piedmont            | Billy Hagan (en) Terry Labonte Gene Felton (en)           | Chevrolet Camaro                                        | G     | 588   | + 52 tours            |
| 6      | GTO    | 4   | Statagraph/Piedmont            | Billy Hagan (en) Terry Labonte Gene Felton (en)           | Chevrolet V8 5800 cc N/A                                | G     | 588   | + 52 tours            |
| 7      | GTP    | 29  | CAM Motorsports                | John Cooper Bob Evans Paul Smith (en)                     | Nimrod NRA/C2 (en)                                      | A     | 587   | + 53 tours            |
| 7      | GTP    | 29  | CAM Motorsports                | John Cooper Bob Evans Paul Smith (en)                     | Aston Martin DP1229 Tickford V8/90° 2v DOHC 5340 cc N/A | A     | 587   | + 53 tours            |
| 8      | GTP    | 2   | Leon Bros. Racing              | Al Leon Art Leon Terry Wolters                            | March 84G                                               |       | 580   | + 60 tours            |
| 8      | GTP    | 2   | Leon Bros. Racing              | Al Leon Art Leon Terry Wolters                            | Chevrolet V8 5800 cc N/A                                |       | 580   | + 60 tours            |
| 9      | GTP    | 63  | RGP 500 Racing                 | Jim Downing John Maffucci Whitney Ganz                    | Argo JM16                                               | G     | 579   | + 61 tours            |
| 9      | GTP    | 63  | RGP 500 Racing                 | Jim Downing John Maffucci Whitney Ganz                    | Mazda 13B Racing 2R 1308 cc Rotary                      | G     | 579   | + 61 tours            |
| 10     | GTO    | 09  | Van Every Racing               | Ash Tisdelle Lance van Every                              | Porsche 911 Carrera RSR                                 |       | 579   | + 61 tours            |
| 10     | GTO    | 09  | Van Every Racing               | Ash Tisdelle Lance van Every                              | Porsche F6 2v SOHC 3000 cc N/A                          |       | 579   | + 61 tours            |
| 11     | GTP    | 45  | Conte Racing                   | John Morton Bob Lobenberg Tony Garcia                     | Lola T600                                               | G     | 578   | + 62 tours            |
| 11     | GTP    | 45  | Conte Racing                   | John Morton Bob Lobenberg Tony Garcia                     | Chevrolet V8 5800 cc N/A                                | G     | 578   | + 62 tours            |
| 12     | GTU    | 76  | Malibu Grand Prix              | Ira Young Bob Reed Jack Baldwin (en) Jim Cook             | Mazda RX-7                                              |       | 574   | + 66 tours            |
| 12     | GTU    | 76  | Malibu Grand Prix              | Ira Young Bob Reed Jack Baldwin (en) Jim Cook             | Mazda Rotary                                            |       | 574   | + 66 tours            |
| 13     | GTU    | 7   | E. J. Pruitt & Sons            | Blake Pridgen Rusty Bond Ren Tilton                       | Porsche 911                                             | G     | 571   | + 69 tours            |
| 13     | GTU    | 7   | E. J. Pruitt & Sons            | Blake Pridgen Rusty Bond Ren Tilton                       | Porsche F6 N/A                                          | G     | 571   | + 69 tours            |
| 14     | GTO    | 38  | Mandeville Auto/Tech           | Roger Mandeville Amos Johnson Danny Smith                 | Mazda RX-7                                              | Y     | 569   | + 71 tours            |
| 14     | GTO    | 38  | Mandeville Auto/Tech           | Roger Mandeville Amos Johnson Danny Smith                 | Mazda Rotary                                            | Y     | 569   | + 71 tours            |
| 15     | GTO    | 92  | Brumos Racing (en)             | Richard Attwood Vic Elford Howard Meister Bob Hagestad    | Porsche 928                                             | G     | 569   | + 71 tours            |
| 15     | GTO    | 92  | Brumos Racing (en)             | Richard Attwood Vic Elford Howard Meister Bob Hagestad    | Porsche V8 2v N/A                                       | G     | 569   | + 71 tours            |
| 16     | GTP    | 28  | Ray Mallock Racing             | Ray Mallock Drake Olson (en) John Sheldon                 | Nimrod NRA/C2 (en)                                      |       | 562   | + 77 tours            |
| 16     | GTP    | 28  | Ray Mallock Racing             | Ray Mallock Drake Olson (en) John Sheldon                 | Aston Martin DP1229 Tickford V8/90° 2v DOHC 5340 cc N/A |       | 562   | + 77 tours            |
| 17     | GTP    | 68  | BFGoodrich                     | Pete Halsmer (en) Dieter Quester Ron Grable Rick Knoop    | Lola T616                                               | BF    | 562   | + 77 tours            |
| 17     | GTP    | 68  | BFGoodrich                     | Pete Halsmer (en) Dieter Quester Ron Grable Rick Knoop    | Mazda 13B Racing 2R 1308 cc Rotary                      | BF    | 562   | + 77 tours            |
| 18     | GTU    | 66  | Mike Meyer Racing              | Jack Dunham Paul Lewis (en) Jeff Kline                    | Mazda RX-7                                              | B     | 553   | + 87 tours            |
| 18     | GTU    | 66  | Mike Meyer Racing              | Jack Dunham Paul Lewis (en) Jeff Kline                    | Mazda Rotary                                            | B     | 553   | + 87 tours            |
| 19     | GTP    | 24  | Pegasus Racing                 | Bobby Hefner Jack Griffin Hugo Gralia                     | Porsche 935                                             | G     | 547   | + 93 tours            |
| 19     | GTP    | 24  | Pegasus Racing                 | Bobby Hefner Jack Griffin Hugo Gralia                     | Porsche F6 Turbo                                        | G     | 547   | + 93 tours            |
| 20     | GTU    | 82  | F                              | Lee Mueller John Casey Terry Visger                       | Mazda RX-7                                              | F     | 542   | + 98 tours            |
| 20     | GTU    | 82  | F                              | Lee Mueller John Casey Terry Visger                       | Mazda Rotary                                            | F     | 542   | + 98 tours            |
| 21     | GTU    | 87  | Performance Motorsports        | Elliott Forbes-Robinson John Schneider (en) Ken Williams  | Porsche 924 Carrera GTR                                 | G     | 529   | + 111 tours           |
| 21     | GTU    | 87  | Performance Motorsports        | Elliott Forbes-Robinson John Schneider (en) Ken Williams  | Porsche 924 t/c L4 Turbo                                | G     | 529   | + 111 tours           |
| 22     | GTP    | 18  | Fomfor Racing                  | "Fomfor" Albert Naon Diego Montoya                        | Sauber C7                                               | G     | 509   | + 131 tours           |
| 22     | GTP    | 18  | Fomfor Racing                  | "Fomfor" Albert Naon Diego Montoya                        | BMW M88 L6 3500 cc N/A                                  | G     | 509   | + 131 tours           |
| 23     | GTU    | 55  | Preston & Son Ent.             | Richard Stevens Mark Brainard Don Herman                  | Mazda RX-7                                              | G     | 494   | + 146 tours           |
| 23     | GTU    | 55  | Preston & Son Ent.             | Richard Stevens Mark Brainard Don Herman                  | Mazda Rotary                                            | G     | 494   | + 146 tours           |
| 24     | GTP    | 04  | Group 44                       | Bill Adam (en) Pat Bedard (en) Brian Redman               | Jaguar XJR-5                                            | G     | 481   | + 151 tours           |
| 24     | GTP    | 04  | Group 44                       | Bill Adam (en) Pat Bedard (en) Brian Redman               | Jaguar V12/60° 2v SOHC 5343 cc N/A                      | G     | 481   | + 151 tours           |
| 25     | GTO    | 43  | Walker-Brown Racing            | Paul Davey Diego Montoya Brian Goellnicht                 | BMW M1                                                  | G     | 477   | + 163 tours           |
| 25     | GTO    | 43  | Walker-Brown Racing            | Paul Davey Diego Montoya Brian Goellnicht                 | BMW M88 L6 4v DOHC 3498 cc N/A                          | G     | 477   | + 163 tours           |
| 26     | GTP    | 05  | Hi-Tech Racing                 | Miguel Morejon Fernando Garcia Tico Almeida               | Porsche 935                                             | G     | 470   | + 170 tours           |
| 26     | GTP    | 05  | Hi-Tech Racing                 | Miguel Morejon Fernando Garcia Tico Almeida               | Porsche F6 Turbo                                        | G     | 470   | + 170 tours           |
| 27     | GTO    | 35  | Team Dallas                    | Margie Smith-Haas Paul Gilgan John Zouzelka               | Porsche 911 Carrera RSR                                 |       | 463   | + 177 tours           |
| 27     | GTO    | 35  | Team Dallas                    | Margie Smith-Haas Paul Gilgan John Zouzelka               | Porsche F6 2v SOHC N/A                                  |       | 463   | + 177 tours           |
| 28     | GTU    | 37  | Vero Racing Ent.               | Tom Burdsall Nort Northam Peter Welter                    | Mazda RX-7                                              |       | 433   | Embrayage             |
| 28     | GTU    | 37  | Vero Racing Ent.               | Tom Burdsall Nort Northam Peter Welter                    | Mazda Rotary                                            |       | 433   | Embrayage             |
| 29     | GTP    | 03  | Mason Racing                   | Herb Adams Kim Mason Jerry Thompson                       | Chevrolet Monza                                         |       | 432   | + 208 tours           |
| 29     | GTP    | 03  | Mason Racing                   | Herb Adams Kim Mason Jerry Thompson                       | Chevrolet V8 N/A                                        |       | 432   | + 208 tours           |
| 30     | GTU    | 32  | Lee Industries/Alderman Datsun | Lew Price George Alderman Carson Baird                    | Datsun 280ZX (en)                                       |       | 409   | Accident              |
| 30     | GTU    | 32  | Lee Industries/Alderman Datsun | Lew Price George Alderman Carson Baird                    | Datsun N/A                                              |       | 409   | Accident              |
| 31 DNF | GTP    | 67  | BFGoodrich (Busby Racing)      | Jim Busby Rick Knoop Boy Hayje (en)                       | Lola T616                                               | BF    | 391   | Moteur                |
| 31 DNF | GTP    | 67  | BFGoodrich (Busby Racing)      | Jim Busby Rick Knoop Boy Hayje (en)                       | Mazda 13B Racing 2R 1308 cc Rotary                      | BF    | 391   | Moteur                |
| 32     | GTO    | 40  | Bieri Racing                   | Uli Bieri Angelo Pallavicini Matt Gysler                  | BMW M1                                                  |       | 384   | + 256 tours           |
| 32     | GTO    | 40  | Bieri Racing                   | Uli Bieri Angelo Pallavicini Matt Gysler                  | BMW M88 L6 4v DOHC 3498 cc N/A                          |       | 384   | + 256 tours           |
| 33     | GTO    | 01  | THR Foreign Car                | George Hulse Pat Lott Jerry Kennedy Michael DeFontes      | Porsche 911 Carrera RSR                                 |       | 356   | + 284 tours           |
| 33     | GTO    | 01  | THR Foreign Car                | George Hulse Pat Lott Jerry Kennedy Michael DeFontes      | Porsche F6 2v SOHC N/A                                  |       | 356   | + 284 tours           |
| 34 DNF | GTO    | 61  | Deco Sales Associates          | Brent O'Neill Don Courtney Luis Sereix                    | Chevrolet Monza                                         | G     | 336   | Abandon               |
| 34 DNF | GTO    | 61  | Deco Sales Associates          | Brent O'Neill Don Courtney Luis Sereix                    | Chevrolet V8 N/A                                        | G     | 336   | Abandon               |
| 35 DNF | GTO    | 02  | OMR Engines                    | William Gelles Mike Brummer Steve Cohen                   | Chevrolet Camaro                                        |       | 330   | Moteur                |
| 35 DNF | GTO    | 02  | OMR Engines                    | William Gelles Mike Brummer Steve Cohen                   | Chevrolet V8 N/A                                        |       | 330   | Moteur                |
| 36 DNF | GTU    | 17  | Al Bacon Racing                | Al Bacon Dennis Krueger Charles Guest                     | Mazda RX-7                                              |       | 326   | Moteur                |
| 36 DNF | GTU    | 17  | Al Bacon Racing                | Al Bacon Dennis Krueger Charles Guest                     | Mazda Rotary                                            |       | 326   | Moteur                |
| 37 DNF | GTU    | 27  | Scuderia Rosso                 | Jim Fowells Steve Potter Ray Mummery                      | Mazda RX-7                                              |       | 324   | Moteur                |
| 37 DNF | GTU    | 27  | Scuderia Rosso                 | Jim Fowells Steve Potter Ray Mummery                      | Mazda Rotary                                            |       | 324   | Moteur                |
| 38     | GTO    | 77  | Southern Racing Promins        | Gary Baker (en) Sterling Marlin                           | Chevrolet Corvette                                      |       | 316   | + 324340-17 tours     |
| 38     | GTO    | 77  | Southern Racing Promins        | Gary Baker (en) Sterling Marlin                           | Chevrolet V8 N/A                                        |       | 316   | + 324340-17 tours     |
| 39 DNF | GTU    | 99  | All American Racers            | Chris Cord (en) Jim Adams                                 | Toyota Celica                                           | G     | 292   | Abandon               |
| 39 DNF | GTU    | 99  | All American Racers            | Chris Cord (en) Jim Adams                                 | Toyota N/A                                              | G     | 292   | Abandon               |
| 40 DNF | GTO    | 22  | Oftedahl Racing                | George Schwarz Craig Allen Richard Spenard                | Pontiac Firebird                                        |       | 290   | Abandon               |
| 40 DNF | GTO    | 22  | Oftedahl Racing                | George Schwarz Craig Allen Richard Spenard                | Pontiac N/A                                             |       | 290   | Abandon               |
| 41 DNF | GTO    | 46  | Tycos Racing                   | Paul Fassler Frank Jellinek Jerry Molnar                  | Pontiac Firebird                                        |       | 271   | Abandon               |
| 41 DNF | GTO    | 46  | Tycos Racing                   | Paul Fassler Frank Jellinek Jerry Molnar                  | Pontiac N/A                                             |       | 271   | Abandon               |
| 42 DNF | GTO    | 26  | Zabatt                         | Tom Nehl Jerry Hansen (en) Nelson Silcox                  | Chevrolet Corvette                                      | G     | 270   | Abandon               |
| 42 DNF | GTO    | 26  | Zabatt                         | Tom Nehl Jerry Hansen (en) Nelson Silcox                  | Chevrolet V8 N/A                                        | G     | 270   | Abandon               |
| 43 DNF | GTU    | 90  | 901 Shop                       | Mike Schaefer Jeff Andretti Nick Nicholson Jack Refenning | Porsche 911 SC                                          |       | 258   | Abandon               |
| 43 DNF | GTU    | 90  | 901 Shop                       | Mike Schaefer Jeff Andretti Nick Nicholson Jack Refenning | Porsche F6 N/A                                          |       | 258   | Abandon               |
| 44 DNF | GTO    | 53  | Daytona Racing                 | Robert Overby Don Bell Charles Pelz                       | Pontiac Firebird                                        |       | 245   | Moteur                |
| 44 DNF | GTO    | 53  | Daytona Racing                 | Robert Overby Don Bell Charles Pelz                       | Pontiac N/A                                             |       | 245   | Moteur                |
| 45 DNF | GTO    | 75  | Bob Gregg Racing               | Bob Young Joe Varde (en) Bob Gregg                        | Chevrolet Camaro                                        | G     | 245   | Problèmes électriques |
| 45 DNF | GTO    | 75  | Bob Gregg Racing               | Bob Young Joe Varde (en) Bob Gregg                        | Chevrolet V8 N/A                                        | G     | 245   | Problèmes électriques |
| 46 DNF | GTO    | 41  | Starved Rock Ledge             | Rusty Schmidt Scott Schmidt Max Schmidt                   | Chevrolet Corvette                                      |       | 245   | Abandon               |
| 46 DNF | GTO    | 41  | Starved Rock Ledge             | Rusty Schmidt Scott Schmidt Max Schmidt                   | Chevrolet V8 N/A                                        |       | 245   | Abandon               |
| 47 DNF | GTP    | 97  | Tide & Mosler Racing           | Steve Shelton (en) Tom Shelton                            | Ferrari 512 BB                                          |       | 242   | Abandon               |
| 47 DNF | GTP    | 97  | Tide & Mosler Racing           | Steve Shelton (en) Tom Shelton                            | Ferrari F12 4942 cc N/A                                 |       | 242   | Abandon               |
| 48 DNF | GTU    | 79  | Whitehall/Promotions           | Bob Bergstrom Innes Ireland Tom Winters                   | Porsche 924 Carrera GTR                                 | F     | 236   | Abandon               |
| 48 DNF | GTU    | 79  | Whitehall/Promotions           | Bob Bergstrom Innes Ireland Tom Winters                   | Porsche 924 t/c L4 2000 cc KKK                          | F     | 236   | Abandon               |
| 49 DNF | GTP    | 19  | Performance Motorcar           | Jack Miller Carlos Ramirez Vicki Smith                    | Nimrod NRA/C2 (en)                                      | G     | 235   | Abandon               |
| 49 DNF | GTP    | 19  | Performance Motorcar           | Jack Miller Carlos Ramirez Vicki Smith                    | Aston Martin DP1229 Tickford V8/90° 2v DOHC 5340 cc N/A | G     | 235   | Abandon               |
| 50 DNF | GTP    | 11  | Dillon Enterprises             | Joe Ruttman (en) Mike Laws Don Schoenfeld Tich Richmond   | Chevrolet Camaro                                        | H     | 227   | Accident              |
| 50 DNF | GTP    | 11  | Dillon Enterprises             | Joe Ruttman (en) Mike Laws Don Schoenfeld Tich Richmond   | Chevrolet V8                                            | H     | 227   | Accident              |
| 51 DNF | GTO    | 8   | Rennsport Enterprise           | Jack Lewis Bob Beasley John Ashford                       | Porsche 911 Carrera RSR                                 |       | 220   | Abandon               |
| 51 DNF | GTO    | 8   | Rennsport Enterprise           | Jack Lewis Bob Beasley John Ashford                       | Porsche F6 2v SOHC N/A                                  |       | 220   | Abandon               |
| 52 DNF | GTU    | 51  | Chris Wilder                   | Chris Wilder Dennis DeFranceschi Buz McCall               | Porsche 911                                             |       | 212   | Abandon               |
| 52 DNF | GTU    | 51  | Chris Wilder                   | Chris Wilder Dennis DeFranceschi Buz McCall               | Porsche F6 N/A                                          |       | 212   | Abandon               |
| 53 DNF | GTO    | 54  | Bob Copeman                    | Bruce Redding H. J. Long Bob Copeman Jerry Jolly          | Porsche 911 Carrera RSR                                 | G     | 197   | + 443 tours           |
| 53 DNF | GTO    | 54  | Bob Copeman                    | Bruce Redding H. J. Long Bob Copeman Jerry Jolly          | Porsche F6 2v SOHC N/A                                  | G     | 197   | + 443 tours           |
| 54 DNF | GTP    | 70  | Z&W Motorsports                | David Weitzenhof David Loring Pierre Honegger             | Mazda GTP (en)                                          | G     | 187   | Accident              |
| 54 DNF | GTP    | 70  | Z&W Motorsports                | David Weitzenhof David Loring Pierre Honegger             | Mazda Rotary                                            | G     | 187   | Accident              |
| 55 DNF | GTP    | 3   | Pegasus Racing                 | Ken Madren Wayne Pickering M. L. Speer                    | March 84G                                               |       | 186   | Abandon               |
| 55 DNF | GTP    | 3   | Pegasus Racing                 | Ken Madren Wayne Pickering M. L. Speer                    | Buick V6 Turbo                                          |       | 186   | Abandon               |
| 56 DNF | GTP    | 5   | Bob Akin Motor Racing          | Bob Akin John O'Steen Bobby Rahal                         | Porsche 935                                             | G     | 181   | Châssis               |
| 56 DNF | GTP    | 5   | Bob Akin Motor Racing          | Bob Akin John O'Steen Bobby Rahal                         | Porsche 930/80 F6 3200 cc Turbo                         | G     | 181   | Châssis               |
| 57 DNF | GTO    | 85  | Latino Racing                  | Kikos Fonseca Carlos Fallas "Jamsal"                      | Porsche 911 Carrera RSR                                 |       | 179   | Abandon               |
| 57 DNF | GTO    | 85  | Latino Racing                  | Kikos Fonseca Carlos Fallas "Jamsal"                      | Porsche F6 2v SOHC 3200 cc N/A                          |       | 179   | Abandon               |
| 58 DNF | GTU    | 10  | Dave White Racing              | Jerry Kendall Bill Johnson Dave White                     | Porsche 924 Carrera GTR                                 | G     | 162   | Abandon               |
| 58 DNF | GTU    | 10  | Dave White Racing              | Jerry Kendall Bill Johnson Dave White                     | Porsche 924 t/c L4 2000 cc KKK                          | G     | 162   | Abandon               |
| 59 DNF | GTU    | 60  | Team Morrison                  | Jim Cook Tommy Morrison Tony Swan                         | Mazda RX-7                                              |       | 162   | Abandon               |
| 59 DNF | GTU    | 60  | Team Morrison                  | Jim Cook Tommy Morrison Tony Swan                         | Mazda Rotary                                            |       | 162   | Abandon               |
| 60 DNF | GTO    | 39  | Luger Reality                  | Roy Newsome Bobby Diehl Dale Kreider Luis Sereix          | Chevrolet Corvette                                      |       | 157   | Abandon               |
| 60 DNF | GTO    | 39  | Luger Reality                  | Roy Newsome Bobby Diehl Dale Kreider Luis Sereix          | Chevrolet V8 N/A                                        |       | 157   | Abandon               |
| 61 DNF | GTO    | 73  | Howey Farms                    | Clark Howey David Crabtree Tracy Wolf                     | Chevrolet Camaro                                        |       | 150   | Abandon               |
| 61 DNF | GTO    | 73  | Howey Farms                    | Clark Howey David Crabtree Tracy Wolf                     | Chevrolet V8 N/A                                        |       | 150   | Abandon               |
| 62 DNF | GTO    | 47  | Dingman Brothers Racing        | Walt Bohren (en) Billy Dingman Roger Bighouse             | Chevrolet Corvette                                      | G     | 135   | Abandon               |
| 62 DNF | GTO    | 47  | Dingman Brothers Racing        | Walt Bohren (en) Billy Dingman Roger Bighouse             | Chevrolet V8 N/A                                        | G     | 135   | Abandon               |
| 63 DNF | GTP    | 16  | Marty Hinze Racing             | Randy Lanier (en) Marty Hinze Bill Whittington            | March 83G                                               | G     | 131   | Boite de vitesses     |
| 63 DNF | GTP    | 16  | Marty Hinze Racing             | Randy Lanier (en) Marty Hinze Bill Whittington            | Chevrolet V8 N/A                                        | G     | 131   | Boite de vitesses     |
| 64 DNF | GTU    | 93  | Mid-O Racing                   | Kelly Marsh Don Marsh Ron Pawley                          | Mazda RX-7                                              |       | 129   | Moteur                |
| 64 DNF | GTU    | 93  | Mid-O Racing                   | Kelly Marsh Don Marsh Ron Pawley                          | Mazda Rotary                                            |       | 129   | Moteur                |
| 65 DNF | GTO    | 57  | Diego Febles Racing            | Diego Febles Tato Ferrer                                  | Porsche 911 Carrera RSR                                 |       | 127   | Abandon               |
| 65 DNF | GTO    | 57  | Diego Febles Racing            | Diego Febles Tato Ferrer                                  | Porsche F6 2v SOHC N/A                                  |       | 127   | Abandon               |
| 66 DNF | GTP    | 1   | Dr. Ing. H.C.F. Porsche        | Mario Andretti Michael Andretti                           | Porsche 962                                             | D     | 127   | Abandon               |
| 66 DNF | GTP    | 1   | Dr. Ing. H.C.F. Porsche        | Mario Andretti Michael Andretti                           | Porsche Type 962/70 F6 2v SOHC 2869 cc 1xKKK K36        | D     | 127   | Abandon               |
| 67 DNF | GTO    | 72  | Centurian Auto Transport       | Tommy Riggins Les Delano Andy Petery                      | Chevrolet Camaro                                        |       | 126   | Abandon               |
| 67 DNF | GTO    | 72  | Centurian Auto Transport       | Tommy Riggins Les Delano Andy Petery                      | Chevrolet V8 N/A                                        |       | 126   | Abandon               |
| 68 DNF | GTO    | 21  | Oftedahl Racing                | Mike Field Jack Newsum Rob McFarlin                       | Pontiac Firebird                                        |       | 118   | Abandon               |
| 68 DNF | GTO    | 21  | Oftedahl Racing                | Mike Field Jack Newsum Rob McFarlin                       | Pontiac N/A                                             |       | 118   | Abandon               |
| 69 DNF | GTU    | 58  | El Salvador Racing             | Jim Trueman (en) Deborah Gregg Alfredo Mena               | Porsche 924 Carrera GTR                                 | G     | 110   | Abandon               |
| 69 DNF | GTU    | 58  | El Salvador Racing             | Jim Trueman (en) Deborah Gregg Alfredo Mena               | Porsche 924 t/c L4 Turbo                                | G     | 110   | Abandon               |
| 70 DNF | GTP    | 07  | Heimrath Racing                | Ludwig Heimrath Ludwig Heimrath Jr. (en)                  | Porsche 930                                             | G     | 90    | Abandon               |
| 70 DNF | GTP    | 07  | Heimrath Racing                | Ludwig Heimrath Ludwig Heimrath Jr. (en)                  | Porsche F6 Turbo                                        | G     | 90    | Abandon               |
| 71 DNF | GTO    | 49  | Comp. Fiberglass               | Mitchell Bender Bard Boand Brian Utt Phil Currin          | Chevrolet Corvette                                      |       | 66    | Suspension            |
| 71 DNF | GTO    | 49  | Comp. Fiberglass               | Mitchell Bender Bard Boand Brian Utt Phil Currin          | Chevrolet V8 N/A                                        |       | 66    | Suspension            |
| 72 DNF | GTO    | 20  | Paul Canary Racing             | Paul Canary Jim Sanborn Victor Gonzalez                   | Chevrolet Corvette                                      |       | 64    | Abandon               |
| 72 DNF | GTO    | 20  | Paul Canary Racing             | Paul Canary Jim Sanborn Victor Gonzalez                   | Chevrolet V8 N/A                                        |       | 64    | Abandon               |
| 73 DNF | GTP    | 25T | Red Lobster Racing             | Dave Cowart Kenper Miller Mauricio de Narváez             | March 83G                                               | G     | 60    | Accident              |
| 73 DNF | GTP    | 25T | Red Lobster Racing             | Dave Cowart Kenper Miller Mauricio de Narváez             | Chevrolet V8 N/A                                        | G     | 60    | Accident              |
| 74 DNF | GTO    | 94  | Tangent Racing                 | Bill Gardner Ronnie Sanders James Durovy                  | Pontiac Firebird                                        |       | 52    | Abandon               |
| 74 DNF | GTO    | 94  | Tangent Racing                 | Bill Gardner Ronnie Sanders James Durovy                  | Pontiac N/A                                             |       | 52    | Abandon               |
| 75 DNF | GTO    | 88  | Motorsport Marketing           | Ken Murray R. J. Valentine Bob Barnett                    | Chevrolet Camaro                                        |       | 51    | Boite de vitesses     |
| 75 DNF | GTO    | 88  | Motorsport Marketing           | Ken Murray R. J. Valentine Bob Barnett                    | Chevrolet V8 N/A                                        |       | 51    | Boite de vitesses     |
| 76 DNF | GTU    | 98  | All American Racers            | Wally Dallenbach Jr. Michael Chandler Dennis Aase (en)    | Toyota Celica                                           | G     | 49    | Moteur                |
| 76 DNF | GTU    | 98  | All American Racers            | Wally Dallenbach Jr. Michael Chandler Dennis Aase (en)    | Toyota N/A                                              | G     | 49    | Moteur                |
| 77 DNF | GTO    | 91  | Walter Johnston                | Del Russo Taylor Larry Figaro Enrique Novella             | Pontiac Firebird                                        | G     | 38    | Abandon               |
| 77 DNF | GTO    | 91  | Walter Johnston                | Del Russo Taylor Larry Figaro Enrique Novella             | Pontiac N/A                                             | G     | 38    | Abandon               |
| 78 DNF | GTO    | 33  | K&P Racing                     | Karl Keck William Wessel Allan Chastain                   | Chevrolet Corvette                                      |       | 38    | Abandon               |
| 78 DNF | GTO    | 33  | K&P Racing                     | Karl Keck William Wessel Allan Chastain                   | Chevrolet V8 N/A                                        |       | 38    | Abandon               |
| 79 DNF | GTP    | 15  | Kalagian Ardisana              | John Kalagian John Lloyd John Mills                       | Lola T600                                               | G     | 27    | Essieu                |
| 79 DNF | GTP    | 15  | Kalagian Ardisana              | John Kalagian John Lloyd John Mills                       | Chevrolet V8 N/A                                        | G     | 27    | Essieu                |
| 80 DNF | GTU    | 23  | New Raytown Datsun             | Frank Carney Dick Davenport Bob Hindson                   | Datsun 200SX (en)                                       |       | 25    | Suspension            |
| 80 DNF | GTU    | 23  | New Raytown Datsun             | Frank Carney Dick Davenport Bob Hindson                   | Datsun N/A                                              |       | 25    | Suspension            |
| 81 DNF | GTU    | 84  | Auto-Line Motorsport           | Clay Young Doug Grunnet Jim Burt                          | Pontiac Fiero                                           |       | 19    | Moteur                |
| 81 DNF | GTU    | 84  | Auto-Line Motorsport           | Clay Young Doug Grunnet Jim Burt                          | Pontiac N/A                                             |       | 19    | Moteur                |
| 82 DNF | GTU    | 13  | Rubino Racing                  | Frank Rubino Jose Rodriguez Dennis Vitolo (en)            | Mazda RX-7                                              |       | 17    | Moteur                |
| 82 DNF | GTU    | 13  | Rubino Racing                  | Frank Rubino Jose Rodriguez Dennis Vitolo (en)            | Mazda Rotary                                            |       | 17    | Moteur                |
| Nq.    | GTU    | 69  | John Hofstra                   | John Hofstra George Shafer Peter Uria                     | Porsche 911                                             |       |       |                       |
| Nq.    | GTU    | 69  | John Hofstra                   | John Hofstra George Shafer Peter Uria                     | Porsche F6 N/A                                          |       |       |                       |
| Nq.    | GTU    | 81  | Diamond Racing                 | John Saucier Ronnie Franklin Chuck Gravel                 | Datsun Z                                                |       |       |                       |
| Nq.    | GTU    | 81  | Diamond Racing                 | John Saucier Ronnie Franklin Chuck Gravel                 | Datsun N/A                                              |       |       |                       |
| Nq.    | GTU    | 42  | Ken Moore                      | Robin Boone H. J. Long Rich Bontempi                      | Porsche 911                                             |       |       |                       |
| Nq.    | GTU    | 42  | Ken Moore                      | Robin Boone H. J. Long Rich Bontempi                      | Porsche F6 N/A                                          |       |       |                       |
| Nq.    | GTO    | 83  | Diamond Racing                 | Mike Gassaway Steve Pfeifer Bob Tayar                     | Chevrolet Camaro                                        |       |       |                       |
| Nq.    | GTO    | 83  | Diamond Racing                 | Mike Gassaway Steve Pfeifer Bob Tayar                     | Chevrolet V8 N/A                                        |       |       |                       |

## Pole position et record du tour
- Pole position :  Mario Andretti (#1 Dr. Ing. H.C.F. Porsche) en 1 min 50 s 989
- Meilleur tour en course :  Brian Redman (#04 Group 44) en 1 min 57 s 364